# Sonate K. 480
La sonate K. 480 (F.424/L.S.8) en ré majeur est une œuvre pour clavier du compositeur italien Domenico Scarlatti.

## Présentation
La sonate K. 480, en ré majeur, est notée Presto. C'est une pièce orchestrale où alternent tutti et soli, comme en alternance des bois et des cordes. Très animée, elle referme le livre XIII du manuscrit de Parme.

## Manuscrits
Le manuscrit principal est le numéro 27 du volume XI (Ms. 9782) de Venise (1756), copié pour Maria Barbara ; les autres sont Parme XIII 30 (Ms. A. G. 31418), Münster I 18 (Sant Hs 3964) et Vienne C 14 (VII 28011 C) et Q 15114 (no 3). Une copie figure à la Morgan Library, manuscrit Cary 703 no 106, ; une autre à Lisbone (P-L), ms. FCR/194.1 (no 16).

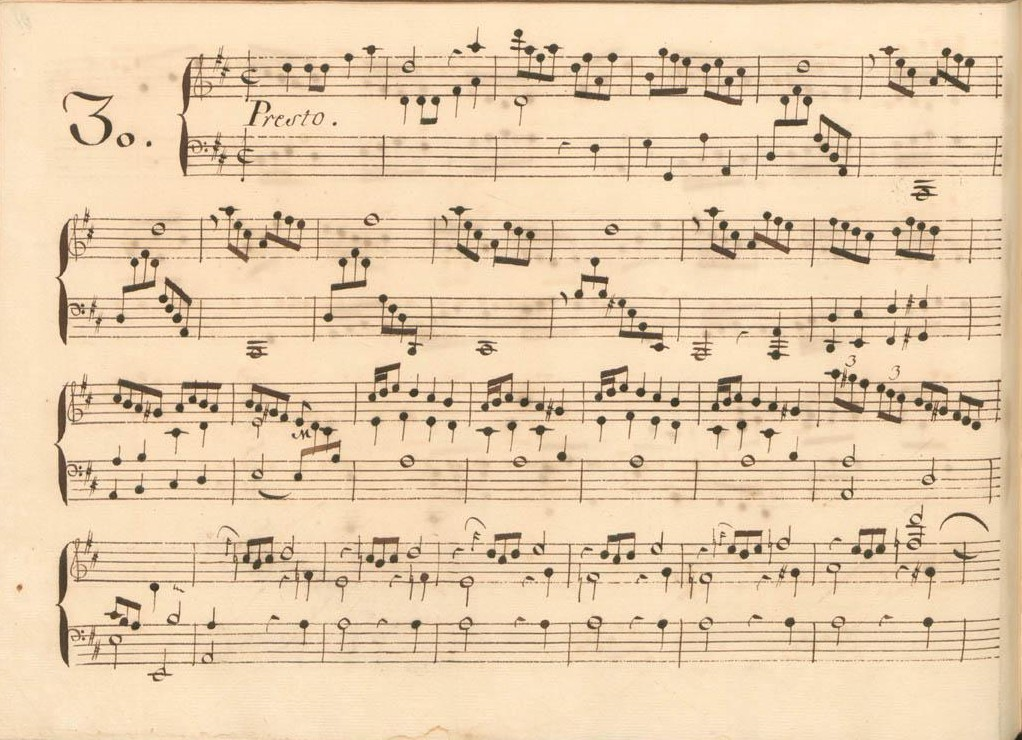
Parme XIII 30.
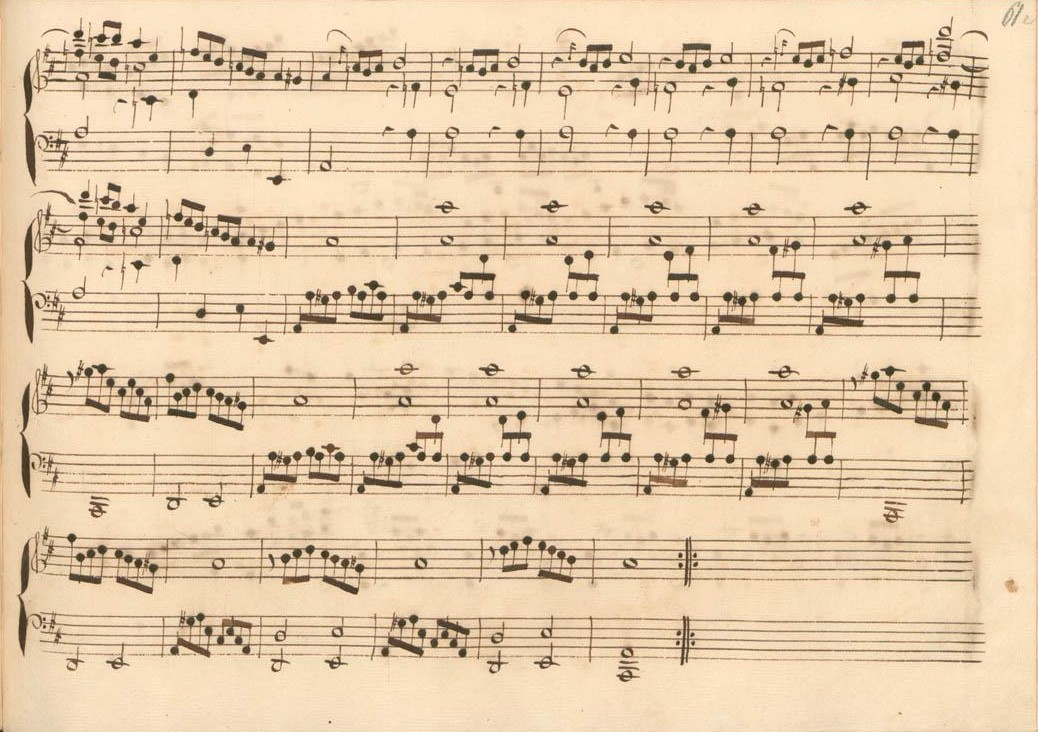
Parme XIII 30 (fin de la première section).
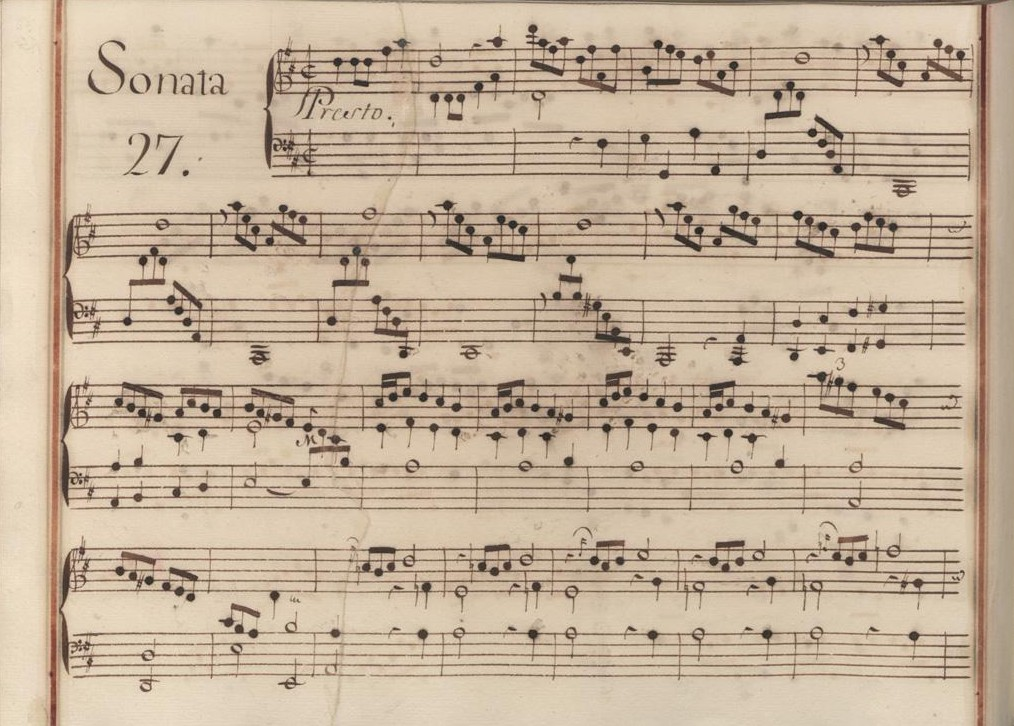
Venise XI 27.
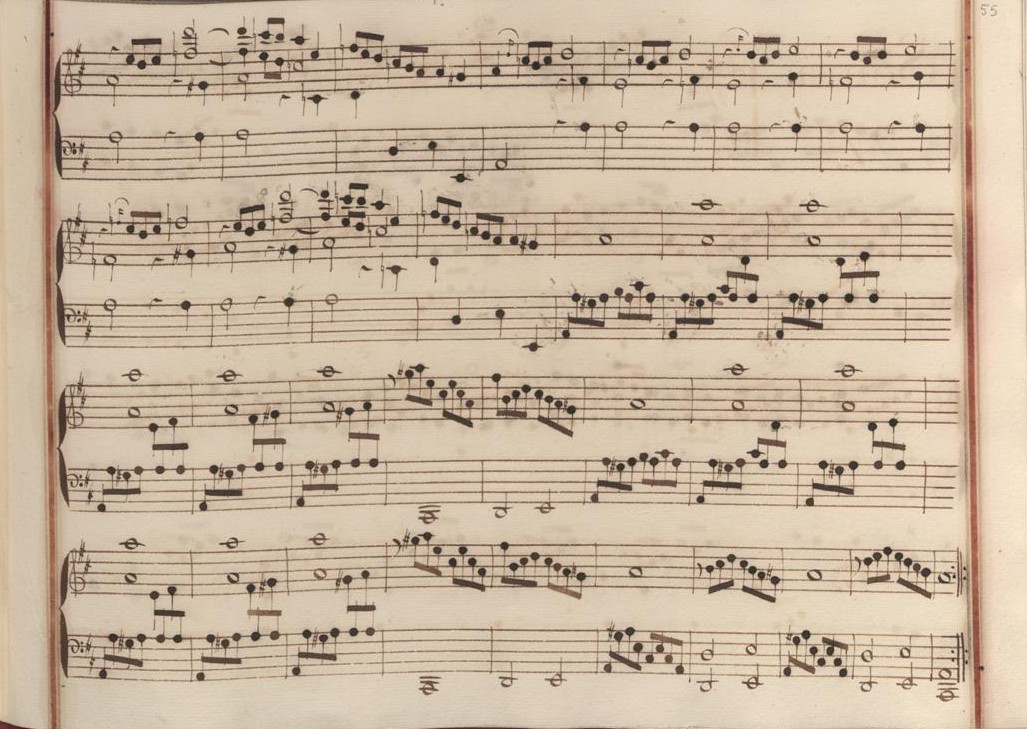
Venise XI 27 (fin de la première section).
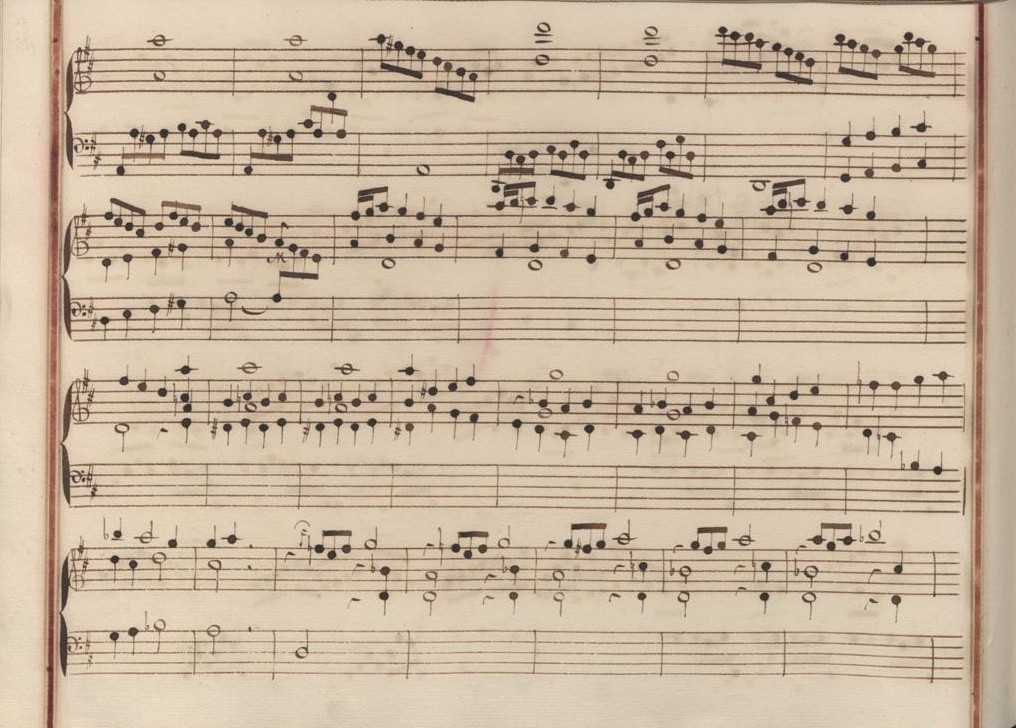
Venise XI 27 (début de la seconde section).
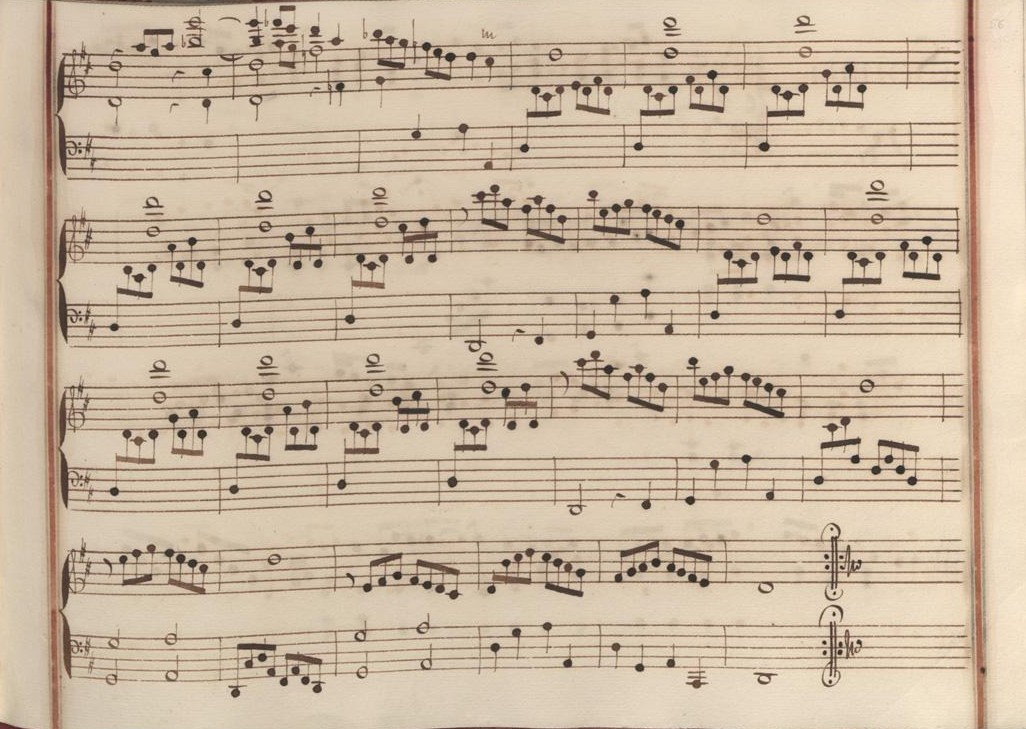
Venise XI 27 (fin de la sonate).

## Interprètes
La sonate K. 480 est défendue au piano notamment par Carlo Grante (2016, Music & Arts, vol. 5) et Pascal Pascaleff (2020, Naxos, vol. 25) ; au clavecin, elle est jouée par Scott Ross (1985, Erato), Colin Tilney (1995, Music & Arts), Richard Lester (2004, Nimbus, vol. 4) et Pieter-Jan Belder (2007, Brilliant Classics, vol. 11).

## Sources
: document utilisé comme source pour la rédaction de cet article.
- Ralph Kirkpatrick (trad. de l'anglais par Dennis Collins), Domenico Scarlatti, Paris, Lattès, coll. « Musique et Musiciens », 1982 (1re éd. 1953 (en)), 493 p. (ISBN 978-2-7096-0118-4, OCLC 954954205, BNF 34689181).
- Alain de Chambure, « Domenico Scarlatti, Intégrale des sonates — Scott Ross », Erato/Éditions Costallat (2564-62092-2 (livret : 2292-45309-2)), 1985 (OCLC 891183737) .
- (es) Celestino Yáñez Navarro (thèse), Nuevas aportaciones para el estudio de las sonatas de Domenico Scarlatti. Los manuscritos del Archivo de Música de las Catedrales de Zaragoza, Université autonome de Barcelone, 2016 (lire en ligne)